# Annowo (powiat włocławski)
Annowo – wieś w Polsce położona w województwie kujawsko-pomorskim, w powiecie włocławskim, w gminie Lubraniec.
W latach 1975–1998 miejscowość należała administracyjnie do województwa włocławskiego. Według Narodowego Spisu Powszechnego (III 2011 r.) liczyła 216 mieszkańców. Jest dziesiątą co do wielkości miejscowością gminy Lubraniec.